# Coupe Challenger féminine de water-polo 2024-2025
Navigation
2023-2024 2025-2026
La saison 2024-2025 de la Coupe Challenger est la 2e édition de la compétition de water-polo. Organisée par la LEN, elle met aux prises 17 équipes européennes de water-polo.

## Présentation

### Modalités
La compétition de water-polo commence par une phase préliminaire où les équipes sont réparties en trois groupes de quatre équipes et un groupe de cinq équipes. Les matchs sont joués lors d'un tournoi chez une équipe hôte et les équipes de chaque groupe se rencontrent une fois.
Le classement lors de ces phases de groupes est calculé avec le barème de points suivant :
- la victoire vaut trois points,
- la victoire aux tirs au but vaut deux points,
- la défaite aux tirs au but vaut un point,
- la défaite vaut zéro point.

En cas de match nul, à la fin du temps réglementaire, une séance de tirs au but désigne le vainqueur du match.
Les deux meilleures équipes de chaque groupe se qualifient pour le 2e tour de qualification qui se dispute comme le 1er tour de qualification : les matchs sont joués lors d'un tournoi chez une équipe hôte et les équipes de chaque groupe se rencontrent une fois.
Les deux premiers de chaque groupe se qualifient pour le Final 4 qui se déroulera sur un seul site : elles jouent les demi-finales, puis les vainqueurs se retrouvant en finale tandis que les perdants jouent pour la 3e place.

## Premier tour de qualification
Les deux meilleures équipes de chaque groupe se qualifient pour le 2e tour de qualification.
- Qualification pour le 2e tour de qualification
- Eliminé
- H : Club hôte du tour de qualification

### Groupe A
Le tournoi se joue à Novi Sad en Serbie.
|   | Équipe                 | Pts | J | G | Gtab | Ptab | P | Bp | Bc | Diff | Dép |
| - | ---------------------- | --- | - | - | ---- | ---- | - | -- | -- | ---- | --- |
| 1 | Izmir BSB SK           | 9   | 3 | 3 | 0    | 0    | 0 | 48 | 16 | 32   | /   |
| 2 | VK VojvodinaH          | 6   | 3 | 2 | 0    | 0    | 1 | 42 | 27 | 15   | /   |
| 3 | City of Manchester WPC | 3   | 3 | 1 | 0    | 0    | 2 | 33 | 35 | -2   | /   |
| 4 | Sliema A.S.C.          | 0   | 3 | 0 | 0    | 0    | 3 | 16 | 61 | -45  | /   |

| Résultats (dom.\ext.) | Izm. | Man. | Sli. | Voj. |
| Izmir BSB SK |      |      |      |      |
| City of Manchester WPC | 6-12 |      | 18-9 |      |
| Sliema A.S.C. | 2-23 |      |      |      |
| VK VojvodinaH | 8-13 | 14-9 | 20-5 |      |
| - Victoire à domicile - Victoire à domicile aux tirs au but - Victoire à l'extérieur aux tirs au but - Victoire à l'extérieur |      |      |      |      |

### Groupe B
Le tournoi se joue à La Valette à Malte.
|   | Équipe               | Pts | J | G | Gtab | Ptab | P | Bp | Bc | Diff | Dép |
| - | -------------------- | --- | - | - | ---- | ---- | - | -- | -- | ---- | --- |
| 1 | VK Jadran Split      | 9   | 3 | 3 | 0    | 0    | 0 | 47 | 20 | 27   | /   |
| 2 | SV Blau-Weiss Bochum | 6   | 3 | 2 | 0    | 0    | 1 | 44 | 33 | 11   | /   |
| 3 | Sirens A.S.C. H      | 3   | 3 | 1 | 0    | 0    | 2 | 27 | 36 | -9   | /   |
| 4 | Hapoel Emek Hayarden | 0   | 3 | 0 | 0    | 0    | 3 | 25 | 54 | -29  | /   |

| Résultats (dom.\ext.) | Boc.  | Hap.  | Sir. | Spl. |
| SV Blau-Weiss Bochum |       | 19-11 |      |      |
| Hapoel Emek Hayarden |       |       |      | 4-21 |
| Sirens A.S.C. H | 7-15  | 14-10 |      | 6-11 |
| VK Jadran Split | 15-10 |       |      |      |
| - Victoire à domicile - Victoire à domicile aux tirs au but - Victoire à l'extérieur aux tirs au but - Victoire à l'extérieur |       |       |      |      |

### Groupe C
Le tournoi se joue à Strakonice en République tchèque.
|   | Équipe                           | Pts | J | G | Gtab | Ptab | P | Bp | Bc | Diff | Dép |
| - | -------------------------------- | --- | - | - | ---- | ---- | - | -- | -- | ---- | --- |
| 1 | ŽAVK Mladost                     | 9   | 3 | 3 | 0    | 0    | 0 | 66 | 21 | 45   | /   |
| 2 | Otter SC                         | 5   | 3 | 1 | 1    | 0    | 1 | 28 | 45 | -17  | /   |
| 3 | Dalton Koleji SK                 | 3   | 3 | 1 | 0    | 0    | 2 | 26 | 39 | -13  | /   |
| 4 | Asten Johnson Fezko Strakonice H | 1   | 3 | 0 | 0    | 1    | 2 | 27 | 42 | -15  | /   |

| Résultats (dom.\ext.) | Dal.  | Mla.  | Ott. | Str. |
| Dalton Koleji SK |       |       |      |      |
| ŽAVK Mladost | 18-5  |       | 26-6 |      |
| Otter SC | 13-10 |       |      |      |
| Asten Johnson Fezko Strakonice H                                                                                              | 8-11  | 10-22 | 9-12 |      |
| - Victoire à domicile - Victoire à domicile aux tirs au but - Victoire à l'extérieur aux tirs au but - Victoire à l'extérieur |       |       |      |      |

1. ↑  0-3 aux tirs au but.

### Groupe D
Le tournoi se joue à Alba Iulia en Roumanie.
|   | Équipe                  | Pts | J | G | Gtab | Ptab | P | Bp | Bc | Diff | Dép |
| - | ----------------------- | --- | - | - | ---- | ---- | - | -- | -- | ---- | --- |
| 1 | Benfica Lisbonne        | 11  | 4 | 3 | 1    | 0    | 0 | 59 | 33 | 26   | /   |
| 2 | Galatasaray SK          | 9   | 4 | 3 | 0    | 0    | 1 | 43 | 38 | 5    | /   |
| 3 | CSM Unirea Alba Iulia H | 7   | 4 | 2 | 0    | 1    | 1 | 50 | 31 | 19   | /   |
| 4 | SSV Esslingen           | 3   | 4 | 1 | 0    | 0    | 3 | 53 | 36 | 17   | /   |
| 5 | VK Crvena Zvezda        | 0   | 4 | 0 | 0    | 0    | 4 | 24 | 91 | -67  | /   |

| Résultats (dom.\ext.) | Alb.  | Ess.  | Gal.  | Lis. | Zve. |
| CSM Unirea Alba Iulia H |       | 12-9  |       |      | 22-4 |
| SSV Esslingen |       |       |       |      | 26-3 |
| Galatasaray SK | 10-8  | 10-8  |       | 8-12 |      |
| Benfica Lisbonne | 13-11 | 11-10 |       |      |      |
| VK Crvena Zvezda |       |       | 10-15 | 7-28 |      |
| - Victoire à domicile - Victoire à domicile aux tirs au but - Victoire à l'extérieur aux tirs au but - Victoire à l'extérieur |       |       |       |      |      |

1. ↑  5-3 aux tirs au but.

## Deuxième tour de qualification
Les deux meilleures équipes de chaque groupe se qualifient pour le Final 4.
- Qualification pour le Final 4
- Eliminé
- H : Club hôte du tour de qualification

### Groupe A
Le tournoi se joue à Istanbul en Turquie.
|   | Équipe           | Pts | J | G | Gtab | Ptab | P | Bp | Bc | Diff | Dép |
| - | ---------------- | --- | - | - | ---- | ---- | - | -- | -- | ---- | --- |
| 1 | Izmir BSB SK     | 9   | 3 | 3 | 0    | 0    | 0 | 43 | 23 | 20   | /   |
| 2 | Galatasaray SK H | 6   | 3 | 2 | 0    | 0    | 1 | 50 | 24 | 26   | /   |
| 3 | VK Jadran Split  | 3   | 3 | 1 | 0    | 0    | 2 | 34 | 33 | 1    | /   |
| 4 | Otter SC         | 0   | 3 | 0 | 0    | 0    | 3 | 14 | 61 | -47  | /   |

| Résultats (dom.\ext.) | Gal. | Izm.  | Ott. | Spl. |
| Galatasaray SK H |      | 10-12 | 26-3 | 14-9 |
| Izmir BSB SK |      |       | 19-4 | 12-9 |
| Otter SC |      |       |      |      |
| VK Jadran Split |      |       | 16-7 |      |
| - Victoire à domicile - Victoire à domicile aux tirs au but - Victoire à l'extérieur aux tirs au but - Victoire à l'extérieur |      |       |      |      |

### Groupe B
Le tournoi se joue à Voïvodine en Serbie.
|   | Équipe               | Pts | J | G | Gtab | Ptab | P | Bp | Bc | Diff | Dép |
| - | -------------------- | --- | - | - | ---- | ---- | - | -- | -- | ---- | --- |
| 1 | VK Vojvodina H       | 9   | 3 | 3 | 0    | 0    | 0 | 43 | 25 | 18   | /   |
| 2 | ŽAVK Mladost         | 5   | 3 | 1 | 1    | 0    | 1 | 30 | 33 | -3   | /   |
| 3 | SV Blau-Weiss Bochum | 4   | 3 | 1 | 0    | 1    | 1 | 35 | 41 | -6   | /   |
| 4 | Benfica Lisbonne     | 0   | 3 | 0 | 0    | 0    | 3 | 31 | 40 | -9   | /   |

| Résultats (dom.\ext.) | Boc.  | Mla. | Lis.  | Voj. |
| SV Blau-Weiss Bochum |       |      | 15-10 |      |
| ŽAVK Mladost | 15-14 |      | 12-10 |      |
| Benfica Lisbonne |       |      |       |      |
| VK Vojvodina H | 19-8  | 11-6 | 13-11 |      |
| - Victoire à domicile - Victoire à domicile aux tirs au but - Victoire à l'extérieur aux tirs au but - Victoire à l'extérieur |       |      |       |      |

1. ↑  3-2 aux tirs au but.

## Final 4
Le tournoi se joue à Istanbul en Turquie le 22 et 23 février.
|  | Demi-finales           | Demi-finales           |                        |   | Finale                 | Finale                 |
|  | Demi-finales           | Demi-finales           |                        |   | Finale                 | Finale                 |
|  |                        |                        |                        |   |                        |                        |
|  | 22 février 2025, 16h00 | 22 février 2025, 16h00 |                        |   | 23 février 2025, 12h00 | 23 février 2025, 12h00 |
|  | 22 février 2025, 16h00 | 22 février 2025, 16h00 |                        |   | 23 février 2025, 12h00 | 23 février 2025, 12h00 |
|  | Izmir BSB SK           | 14                     |                        |   | 23 février 2025, 12h00 | 23 février 2025, 12h00 |
|  | Izmir BSB SK           | 14                     |                        |   | 23 février 2025, 12h00 | 23 février 2025, 12h00 |
|  | ŽAVK Mladost           | 8                      |                        |   | 23 février 2025, 12h00 | 23 février 2025, 12h00 |
|  | ŽAVK Mladost           | 8                      | Izmir BSB SK           | 9 |                        |                        |
|  | 22 février 2025, 18h00 |                        | Izmir BSB SK           | 9 |                        |                        |
|  |                        | Galatasaray SK         | 8                      |   |                        |                        |
|  | VK Vojvodina           | Galatasaray SK         | 8                      | 8 |                        |                        |
|  | VK Vojvodina           |                        |                        | 8 |                        |                        |
|  | Galatasaray SK         | 13                     |                        |   |                        |                        |
|  | Galatasaray SK         | 13                     | Match pour la 3e place |   |                        |                        |
|  |                        |                        |                        |   |                        |                        |
|  | 23 février 2025, 10h00 |                        |                        |   |                        |                        |
|  |                        |                        |                        |   |                        |                        |
|  | ŽAVK Mladost           | 15                     |                        |   |                        |                        |
|  | ŽAVK Mladost           | 15                     |                        |   |                        |                        |
|  | VK Vojvodina           | 9                      |                        |   |                        |                        |
|  | VK Vojvodina           | 9                      |                        |   |                        |                        |

### Demi-finale
| 22 février 2025 16h00 | VK Vojvodina               | 8 - 13               | Galatasaray SK             | Istanbul (Turquie) Arbitrage : Marta CABANAS () Nikolett SAJBEN () |
| 22 février 2025 16h00 | Aleksandra TRMCIC (3 buts) | (2-2, 2-3, 2-5, 2-3) | Elizaveta IVANOVA (6 buts) | Istanbul (Turquie) Arbitrage : Marta CABANAS () Nikolett SAJBEN () |
| 22 février 2025 16h00 | Rapport LEN                |                      |                            | Istanbul (Turquie) Arbitrage : Marta CABANAS () Nikolett SAJBEN () |

| 22 février 2025 18h00 | Izmir BSB SK                                     | 14 - 8               | ŽAVK Mladost        | Istanbul (Turquie) Arbitrage : Alessia FERRARI () Marieke VAN DEN BERG () |
| 22 février 2025 18h00 | Danijela Erkman JACKOVICH et Kuebra KUS (3 buts) | (5-2, 3-1, 3-2, 3-3) | 3 joueuses (2 buts) | Istanbul (Turquie) Arbitrage : Alessia FERRARI () Marieke VAN DEN BERG () |
| 22 février 2025 18h00 | Rapport LEN                                      |                      |                     | Istanbul (Turquie) Arbitrage : Alessia FERRARI () Marieke VAN DEN BERG () |

### Petite finale
| 22 février 2025 10h00 | ŽAVK Mladost      | 15 - 9               | VK Vojvodina                                 | Istanbul (Turquie) Arbitrage : Marieke VAN DEN BERG () Nikolett SAJBEN () |
| 22 février 2025 10h00 | Ria GLAS (5 buts) | (3-3, 2-4, 6-2, 4-0) | Aleksandra TRMCIC et Irina AMLIAEVA (2 buts) | Istanbul (Turquie) Arbitrage : Marieke VAN DEN BERG () Nikolett SAJBEN () |
| 22 février 2025 10h00 | Rapport LEN       |                      |                                              | Istanbul (Turquie) Arbitrage : Marieke VAN DEN BERG () Nikolett SAJBEN () |

### Finale
| 23 février 2025 12h00 | Izmir BSB SK                       | 9 - 8                | Galatasaray SK                      | Istanbul (Turquie) Arbitrage : Alessia FERRARI () Marta CABANAS () |
| 23 février 2025 12h00 | Danijela Erkman JACKOVICH (4 buts) | (0-2, 5-2, 1-1, 3-3) | Alkistis Christina BENEKOU (3 buts) | Istanbul (Turquie) Arbitrage : Alessia FERRARI () Marta CABANAS () |
| 23 février 2025 12h00 | Rapport LEN                        |                      |                                     | Istanbul (Turquie) Arbitrage : Alessia FERRARI () Marta CABANAS () |